# Marco Bucci (político)
Marco Bucci (Génova, 31 de octubre de 1959) es un político y gerente italiano, alcalde de Génova desde el 27 de junio de 2017.
Asistió al ginnasio Liceo Andrea D'Oria. Se graduó con honores en Farmacia y en Química y Tecnología Farmacéutica en la Universidad de Génova en 1985, desde mediados de los años ochenta hasta finales de los noventa, trabajó para 3M en el sector químico. De 1999 a 2016, trabajó para Kodak y Carestream Health, y se ocupó de los planes para expandir las marcas en el mundo.
Alcalde de Génova
En las elecciones administrativas de 2017, es candidato para el cargo de alcalde de Génova, jefe de una coalición de centro-derecha compuesta por Forza Italia, Lega Nord, hermanos de Italia - Alleanza Nazionale, Direzione Italia - Lista Musso y la lista cívica de Vince Genova representantes de la sociedad civil y candidatos de Personas Alternativas que habían decidido no presentar su propia lista.
En la primera ronda recoge el 38,80% de los votos, yendo a la boleta electoral con el candidato del centro-izquierda Gianni Crivello (33,39%). En la votación del 25 de junio fue elegido primer ciudadano de Génova con el 55.24% de los votos, sucediendo a Marco Doria. Es el primer alcalde de centro-derecha de Génova desde la introducción de la elección directa del alcalde y el primero en liderar una junta no izquierda desde 1975. El 29 de septiembre de 2017 fue elegido Presidente de ANCI Liguria.
El 4 de octubre de 2018 está indicado por el gobierno italiano como un comisionado extraordinario para la reconstrucción del puente de la autopista en el Polcevera, parcialmente colapsado el 14 de agosto.
- Datos: Q30745227
- Multimedia: Marco Bucci / Q30745227